# بارفيل (أورن)
بارفيل هي بلدية في أورن في شمال غرب فرنسا.